# Comuna Buhruvate, Ohtîrka
Buhruvate (în ucraineană Бугрувате) este o comună în raionul Ohtîrka, regiunea Sumî, Ucraina, formată din satele Buhruvate (reședința) și Vosme Bereznea.

## Demografie
Componența lingvistică a comunei Buhruvate
     Ucraineană (97,23%)
     Rusă (2,26%)
     Alte limbi (0,51%)
Conform recensământului din 2001, majoritatea populației comunei Buhruvate era vorbitoare de ucraineană (97,23%), existând în minoritate și vorbitori de rusă (2,26%).